# نوناپیچوک (آلاسکا)
نوناپیچوک (به انگلیسی: Nunapitchuk) شهری در ناحیه سرشماری بتل ایالت آلاسکا است که جمعیت آن در سرشماری سال ۲۰۰۰ میلادی ۴۶۶ نفر بوده‌است.